# Abbo Junker
Abbo Junker (* 1957 in Wetter an der Ruhr) ist ein deutscher Rechtswissenschaftler und ehemaliger Professor an der Universität München.

## Leben
Junker studierte Rechtswissenschaften und Betriebswirtschaftslehre an den Universitäten Münster und Genf. Sein Jurastudium schloss er 1981 mit dem Ersten Juristischen Staatsexamen ab. Im Anschluss war Junker in Genf als wissenschaftlicher Assistent tätig, bevor er ein Promotionsstipendium für Genf und Washington D.C. erhielt. Er promovierte 1987 bei Bernhard Großfeld in Münster. Von 1988 bis 1991 war er dort wissenschaftlicher Assistent; 1992 erfolgte die Habilitation, mit der die Verleihung der venia legendi für Bürgerliches Recht, Wirtschaftsrecht, Arbeitsrecht und Internationales Privatrecht einherging. 1993 übernahm er eine Professur in Göttingen, die er bis zum Jahre 2006 behielt. Zwischen 1996 und 1997 war er Dekan der dortigen juristischen Fakultät. 2006 folgte er einem Ruf nach München und war bis zu seiner Emeritierung Inhaber des Lehrstuhls für (Internationales) Arbeitsrecht, Arbeitsrechtsvergleichung und Bürgerliches Recht sowie Direktor des Zentrums für Arbeitsbeziehungen und Arbeitsrecht (ZAAR). Seine Forschungsschwerpunkte liegen im Internationalen Privat- und Prozessrecht sowie im Arbeitsrecht unter besonderer Berücksichtigung seiner internationalen Bezüge. Seit seiner Emeritierung im April 2024 ist er Leiter der Forschungsstelle für Internationales Arbeitsrecht (FIA) des Zentrums für Arbeitsbeziehungen und Arbeitsrecht an der Ludwig-Maximilians-Universität München.
Junker ist unter anderem Mitglied im Deutschen Rat für Internationales Privatrecht, im Vorstand der Internationalen Gesellschaft für das Recht der Arbeit und der sozialen Sicherheit [Deutsche Sektion] sowie im Beirat der wissenschaftlichen Vereinigung für Internationales Verfahrensrecht.
Junker ist verheiratet und hat zwei Kinder.

## Veröffentlichungen (Auswahl)
- Discovery im deutsch-amerikanischen Rechtsverkehr. Verlag Recht u. Wirtschaft, Heidelberg 1987, ISBN 3-8005-6783-0 (Dissertation).
- Internationales Arbeitsrecht im Konzern. In: Jus Privatum. Band 2. Mohr, Tübingen 1992, ISBN 3-16-145985-7 (Habilitationsschrift).
- Grundkurs Arbeitsrecht. 19. Auflage. C.H. Beck, München 2020, ISBN 978-3-406-74923-0.

Hinzu kommen zahlreiche Beiträge in Zeitschriften wie etwa Der „Europäische Betriebsrat“ in rechtsvergleichender Perspektive, in JZ 1990, S. 1100–1106 oder Europäische Vorschriften zum Tarifvertrag, in EuZA 7 (2014), 1–16.